# Bentley 4 Litre
Bentley 4 Litre – luksusowy samochód osobowy produkowany przez brytyjską firmę Bentley w roku 1931. Następca modelu Speed Six. Do jego napędu użyto sześciocylindrowego silnika rzędowego o pojemności 3,9 litra. Moc przenoszona była na tylną oś poprzez 4-biegową manualną skrzynię biegów. Został zastąpiony przez model 3½ Litre.

## Dane techniczne

### Silnik
- R6 3,9 l (3915 cm³), 2 zawory na cylinder
- Układ zasilania: gaźnik
- Średnica × skok tłoka: 85,00 mm × 115,00 mm
- Stopień sprężania: 5,5:1
- Moc maksymalna: 122 KM (89,5 kW) przy 4000 obr./min